# Dismorphia medorilla
Dismorphia medorilla is een vlindersoort uit de familie van de Pieridae (witjes), onderfamilie Dismorphiinae.
Dismorphia medorilla werd in 1877 beschreven door Hewitson.